# Великополе (село)
Великополе (пол. Wielopole) — колишнє лемківське село, тепер — найпівденніша з 11 адміністративних дільниць міста Загі́р'я в південно-східній Польщі, Сяноцький повіт Підкарпатського воєводства.

## Розташування
Лежить на берегах річки Ослава на історичному шляху на Закарпаття через Радошицький і Лупківський перевали.

## Історія
Давнє лемківське село, згадується в першому ж наявному масиві документів — у 1412 р. Було закріпачене за німецьким правом братами Миколаєм і Стецьком з Тарнави, далі належало їхнім нащадкам Тарнавським гербу Сас. Входило село до Сяноцької землі Руського воєводства до 1772 р. 
У 1772–1918 рр. — у складі Австро-Угорської монархії, у провінції Королівство Галичини та Володимирії. З 1866 р. в селі розпочався видобуток нафти, з того ж року розпочався і процес еміграції, переважно до США. В 1880 р. село належало до Ліського повіту, в селі було 63 будинки і 387 мешканців, з них 326 греко-католиків, 42 римо-католики і 19 юдеїв. Чисто лемківський склад села змінився внаслідок напливу поляків після введення Першої угорсько-галицької залізниці в 1872 р. і Галицької Трансверсальної залізниці в 1884 р.
У 1919–1939 рр. — у складі Польщі. Село належало до Сяніцького повіту Львівського воєводства, у 1934–1939 рр. входило до складу ґміни Сянік. В 1921 році в селі нараховувалося 105 будинків і 588 жителів, з них 479 греко-католиків, 80 римо-католиків, 3 протестанти і 26 юдеїв. На 01.01.1939 в селі було 840 жителів — 620 українців, 190 поляків (здебільшого прибулі працівники тартака й нафтопромислу) і 30 євреїв.
12 вересня 1939 р. в село вступили словацькі й німецькі війська. Школи перейшли на українську мову. У серпні 1944 р. при наближенні фронту німці наказали жителям евакуюватись у Пораж і Лукове, але при захопленні села 12 вересня 1944 р. все ж загинули троє цивільних осіб поряд з 16 радянськими солдатами. У результаті війни в селі загинули 36 осіб (26 євреїв, 7 циганів і 3 українці), постраждало 57 будинків із наявних 144. Село підтримувало УПА і часто було місцем постою сотні Хріна та постійних сутичок з польським військом, відомі місця 4 бункерів. Після Другої світової війни українське населення було піддане етноциду. 14 родин переселена на територію СРСР в 1945 р. Перепис 31 травня 1946 р. засвідчив у селі 549 осіб, із них 323 українці, 172 поляки і 54 русини (!). 18 липня 1947 року під час Операції Вісла 84 українці-грекокатолики були депортовані на понімецькі землі в 5 сіл Західного Помор’я: Заґужице Ґрифицького повіту (тепер — Лобезький повіт) та 4 села тодішньої ґміни Жельково Слупського повіту — Будово, Дуніново, Лабішево і Митажино. На відміну від сусідніх сіл не виселяли змішані родини і працівників залізниці.
У 1957 р. село електрифікували. У 1972 р. Великополе і ряд сусідніх сіл приєднали до міста Сянік, але 1 лютого 1977 р. від’єднали і з них утворили місто Загір’я. У червні 1992 р. село газифіковано. 22 листопада 1992 р. вперше після 45-річної перерви проведена греко-католицька служба Божа. В 1994 р. село телефонізовано. 15 грудня 2009 р. Великополе під'єднано до каналізації. 28 жовтня 2013 р. всі оселі Великополя були під'єднані до водопроводу. 

## Церква
Перша згадка про місцеву церкву походить з 1482 р. Нинішня мурована церква Архангела Михаїла збудована в 1939 р., належала до парафії Тернава Горішня Ліського деканату Перемишльської єпархії УГКЦ. Після заборони греко-католицької церкви стояла пусткою, використовувалась у 1960-х роках православними, а в 1991 р. повернена греко-католикам.